# دی‌اکتیل ترفتالات
دی‌اکتیل ترفتالات (به انگلیسی: Dioctyl terephthalate) یک ترکیب شیمیایی با شناسه پاب‌کم ۲۲۹۳۲ است. شکل ظاهری این ترکیب، مایع چسبناک روشن است.